# Sintaxi del català
L'oració catalana està formada per una constel·lació de sintagmes nominals al voltant d'un verb. Un d'aquests sintagmes nominals fa la funció sintàctica de subjecte i els altres de complements forts (directe, indirecte, preposicional o de règim verbal), o circumstancials (de complement circumstancial de temps, complement circumstancial de lloc, complement circumstancial de manera, complement circumstancial d'instrument, etc.). L'oració pot estar encapçalada per un "marc" (a l'estil de "pel que fa a...", o un complement de temps o de lloc.

## Elements
Els elements que donen forma a l'oració són la concordança de persona i nombre entre el subjecte i el verb, que marca la relació entre qui parla, d'una banda, i els seus interlocutors i altres persones a què es pugui referir, de l'altra, i el temps, que situa l'acció en relació amb el present de qui la diu o en relació amb el temps d'altres oracions del text o del discurs. En el cas de les oracions atributives (vegeu-ho més endavant), a més de la concordança de persona i nombre entre el subjecte i el verb, també hi ha concordança de gènere i nombre entre el subjecte i el nucli de l'atribut quan és un element nominal (nom o adjectiu).

## Tipus d'oracions en català
En català se solen distingir quatre tipus d'oracions: 
1. Les predicatives, constituïdes per subjecte, verb i complements. En Jordi va collir tres roses per a la Núria. La colla camina per la carretera amb pas decidit.
2. Les atributives, que expressen una característica del subjecte, l'atribut, enllaçat amb aquest per un verb copulatiu o quasicopulatiu. La plaça era plena a vessar. La camisa estava bruta. El cel semblava de plom.
3. Les impersonals, que no poden portar subjecte. Plou. Neva. Fa sol. Està núvol.
4. Les inacusatives, que porten el verb en primera posició i a continuació un sintagma nominal que fa una funció mixta de subjecte i complement directe, que constitueix el que pròpiament és nou en l'oració. Avui s'han publicat tres notícies sobre terratrèmols. Hi ha mosques al celler. Per aquí hi passen molts cotxes. Li convenen unes bones vacances.

L'ordre neutre de les oracions és el que mostren els exemples per a cadascun dels tipus anteriors: subjecte, verb (i complements) per al tipus 1; subjecte, verb i atribut per al tipus 2; sense subjecte en el tipus 3 i verb seguit de sintagma nominal en el tipus 4. El català en conjunt, però, es caracteritza com a llengua SVO.
Les oracions poden ser simples o compostes, segons si estan formades per un sol verb o per més d'un. En les oracions que contenen més d'un verb, aquests poden estar en peu d'igualtat (juxtaposició o coordinació), o pot haver-n'hi un de principal i els altres subordinats a aquest. Les oracions subordinades poden assumir dins la principal les funcions de subjecte i de complement (directe o preposicional), que
en les oracions simples compleixen sintagmes nominals. També hi pot haver oracions subordinades de subordinades.

## Els pronoms febles
La sintaxi catalana es caracteritza pel paper que hi fan els anomenats pronoms febles,que permeten modificar l'ordre de l'oració traient-ne fora un dels elements per raons pragmàtiques, i mantenir l'estructura bàsica de l'oració al voltant del verb. Aquesta mena de construcció, anomenada tematització, s'utilitza tant en textos dialogats, per reprendre el que han dit els interlocutors en les oracions anteriors, com en textos monologats, i permet construir la coherència del text gràcies a la successió de tema i rema o progressió temàtica. Per exemple, a la pregunta "On has posat les roses?", s'hi pot respondre "Les he posades al gerro de l'entrada", en què només es reprèn el tema de la pregunta amb el pronom les, o bé "Les roses les he posades al gerro de l'entrada" o "Les he posades al gerro de l'entrada, les roses", en què se situa "les roses" en posició temàtica i es conserva l'estructura oracional al voltant del verb amb el pronom les. Es pot tematitzar més d'un complement: “No les hi posis, les roses, al gerro de l'entrada, que està esquerdat!”, on les representa “les roses” i hi, “el gerro de l'entrada”.